# Clavipanurgus sculpturatus
Clavipanurgus sculpturatus là một loài Hymenoptera trong họ Andrenidae. Loài này được Morawitz mô tả khoa học năm 1872.